# Colònia Espona
La Colònia Espona és una colònia tèxtil del riu Ter de Sant Joan de les Abadesses (el Ripollès), composta per diferents elements inclosos en l'Inventari del Patrimoni Arquitectònic de Catalunya.

## Història
Josep Espona, Miquel Blanch i Josep Bassols, propietaris de l'aprofitament del molí Gran, van demanar el 1895 l'autorització per reformar-lo i convertir-lo en una fàbrica tèxtil. La societat Blanch, Espona i Bassols es va dissoldre el 1905, encara que Espona i Bassols van fer funcionar la fàbrica fins a set anys més tard, moment en què Espona en va assumir la propietat total.
La família Espona provenien de Saderra (Orís) i tenien fàbrica cotonera a Torelló, documentada almenys des de 1861. El 1902 Josep Espona va posar en marxa una fàbrica nova a Sant Joan de les Abadesses. Els habitatges dels treballadors es van construir a la dècada del 1940. Com que després del tancament de la fàbrica van començar a degradar-se, l'Ajuntament els va adquirir per tal de rehabilitar-los i fer-ne habitatges de protecció oficial.

## La Colònia Espona (Habitatges)
La Colònia Espona és una edificació d'estil neopopular i està situada a tocar del centre de Sant Joan de les Abadesses. El conjunt el formen la fàbrica, els habitatges dels obrers i la casa del director. La fàbrica és un edifici de tres pisos flanquejat per quatre torres quadrangulars, construïda en el lloc que ocupava l'antic Molí Gros. La construcció dels habitatges data de la dècada de 1940, i es tracta d'un edifici de planta baixa i pis. La casa dels director que és del 1964, quan també es va construir una altra nau al costat de la fàbrica vella.

### Descripció
Edifici de planta baixa i pis configurat en forma de U. Orientat al sud, amb accés frontal a través d'una arcada situada al mig que dona simetria al conjunt. La fàbrica és de materials del país amb pedra de riu, lloses i teula àrab. Dins el conjunt es troben uns jardins comunitaris de factura neoclàssica. L'obra es va projectar l'any 1944 sota el mecenatge de Jaume Espona amb la finalitat d'allotjar els treballadors de la fàbrica de filats. És una de les obres més acurades de Raimon Duran i Reynals.

### Història
L'edifici d'habitatges va ser projectat l'any 1944 per Raimon Duran i Reynals, l'arquitecte de confiança de Jaume Espona i Brunet. El tancament de la fàbrica Espona, produït a la dècada dels 90 del segle xx, va suposar que es comencés a deteriorar. Finalment l'Ajuntament de Sant Joan va adquirir l'edifici a la Tresoreria de la Seguretat Social i a partir de la 2008 van començar els treballs per convertir-ho en una promoció de protecció oficial, que es va inaugurar el 2012. La inversió fou de quasi 1,7 milions d'euros per part de l'empresa Cevasa, que en gestiona la promoció durant 46 anys. L'alcalde Ramon Roqué va presidir la inauguració que va donar per acabada la rehabilitació el 2012. Amb aquest actuació es va recuperar un edifici amb un alt valor arquitectònic i sentimental per al municipi, a més de proporcionar habitatge social. L'ocupació dels pisos fou del 100%. Un cop rehabilitat, el conjunt es compon de 25 habitatges de diverses tipologies: vuit pisos de menys de 45 metres quadrats útils amb una habitació doble, bany i sala d'estar-menjador-cuina, apte per a persones amb mobilitat reduïda; vuit pisos de 45 metres quadrats útils amb una habitació doble, un bany i una sala conjunta que agrupa sala d'estar-menjador-cuina; i nou pisos de 70 metres quadrats útils amb dues habitacions dobles, un bany, una sala d'estar-menjador i una cuina.

## Fàbrica Espona
Fàbrica fundada l'any 1861, destinada a filatures. L'emplaçament és degut a l'aprofitament del salt d'aigua del Molí Gros. És un edifici de tres pisos d'alçada, i es troba franquejada per quatre torres quadrangulars que l'engloben. L'exterior és de murs de càrrega de pedra de riu amb cantoneres d'obra vista. L'estructura és de pilars de ferro colat. A partir de l'any 1902 passa a ser propietat de J. Espona. Al seu costat es va construir una nova nau que la tapa per la cara nord-est. De totes maneres, conserva la seva primitiva tipologia, encara que alguns elements com la xemeneia han estat enderrocats.

## Fàbrica Nova
Edifici aixecat al redós de la fàbrica vella d'Espona. Consta de planta baixa i tres pisos d'alçada i d'estructura de pilars i de parets de càrrega en els perimetrals. Les façanes són cegues i la coberta de volta estructural. És una mostra interessant de les noves teories sobre els edificis industrials. En aquest cas, el desenvolupament en alçada és degut a les necessitats d'espai constructiu. Les fàbriques tenien les necessitat de desenvolupar-se verticalment, ja que a la planta baixa s'hi ubicaven els motors i embarrats que transmetien el moviment als pisos superiors.

## El Molí Gros

### Descripció
L'antic molí Gros o molí ca l'Espona és una construcció del segle xviii, que fou remodelada el 1928, conservant l'estil popular, amb elements racionalista i noucentistes tardà en el seu interior. És construït aprofitant el desnivell del terreny de manera que el primer pis, pel cantó del riu i de la fàbrica, és planta baixa. En un extrem del primer pis té un pati cobert i a l'extrem oposat un petita torre amb terrat cobert. Sota el pati hi ha una gran arcada de pedra amb una porta de reixa de fusta. És construït amb pedra i pintat blanc menys els carreus de pedra picada de les cantonades i els que emmarquen les finestres. La porta principal és la de l'antic molí, clavetejada i amb un pany original, i es troba a la part més baixa de l'edifici.

### Història
Inicialment era el molí més gran del terme de Sant Joan de les Abadesses. Agafa l'aigua del riu Ter i el seu canal feia moure dues pedres que li permetien moldre molt més que els altres molins de la contrada. Amb la força del seu canal va començar a funcionar una fàbrica tèxtil, després el molí va treballar amb la força del canal gros que varen fer per a la fàbrica i finalment a principis del segle xx va deixar de funcionar. Resta amb la seva fesomia original fins al 1929, quan l'arquitecte Duran i Reinals el remodelà per tal de condicionar-lo com a habitatge. A causa de la seva situació va sofrir danys durant la Guerra Civil, quan la fàbrica fou cremada. Per altra banda, també fou objecte de l'aiguat dels anys quaranta del segle XX així com d'altres petites inundacions. Fou restaurat diverses vegades.

## Resclosa de ca l'Espona

### Descripció
Uns metres més ensota de la Colònia fabril Llaudet hi ha la resclosa de la fàbrica tèxtil Espona S.A. És un immens mur de pedra que va de banda a banda del riu Ter amb un bagant de descàrrega al centre. El canal surt del vessant esquerre de la resclosa, on també hi ha la casa comporta. L'aigua canalitzada durant gairebé dos quilòmetres a l'aire lliure i dins d'un túnel, serveix per fer anar la turbina de la fàbrica tèxtil.
La construcció és a base de formigó armat recobert amb pedres de riu. Recull l'aigua que baixa pel riu, i principalment, la que prové del desguàs del salt que hi ha a la fàbrica Llaudet. Té una llargada de 70 m i una altura de 9 m sobre la llera del riu. Es va bastir 40 m aigües avall d'on es trobava l'antiga resclosa. Com a fet curiós, cal destacar que al mig presenta una peculiar càmera de descàrrega que mai no va arribar a funcionar. La casa comporta, que té la coberta plana feta de formigó i sense teules, agafa l'aigua per tres bagants. Un element destacat és l'escala de pedra amb baranes de pedres de riu unides amb ciment, que podria ser atribuïble a l'arquitecte Duran i Reynals. Està situada al costat d'un camp, fent ziga-ziga, i porta fins a la casa comporta després de baixar per 90 esglaons.

### Història
Josep Espona, Miquel Blanch i Josep Bassols, propietaris de l'aprofitament del molí Gros, van demanar el 1895 l'autorització per reformar-lo. El Govern Civil dona permís el 1897 per captar 2.500 l/s i construir una resclosa 1.760 m aigües amunt del molí. El 1900 es va demanar reformar l'altura de la resclosa, i l'amplada i el pendent del canal. El Govern Civil ho va autoritzar el 1901. L'aiguat de l'octubre del 1940 va malmetre la resclosa, cosa que va obligar a refer-la. Jaume Espona, l'agost del 1941, va demanar autorització per refer-la. Davant de l'actual resclosa romanen restes de la primitiva.